# Stephan Römer
Stephan Römer (geboren 1978 in Freiburg im Breisgau) ist ein deutscher Komponist für Filmmusik.

## Leben
Er begann im Alter von neun Jahren Keyboard zu spielen. Große Teile seiner Kindheit verbrachte er in Frankreich, bevor er an der Hochschule Offenburg sein Studium zum Diplom-Ingenieur für Medien und Informationstechnik absolvierte. Während des Studiums arbeitete er an ersten Filmmusikprojekten. Seither komponierte er Musik für zahlreiche Filme und Serien im In- und Ausland.

## Filmografie (Auswahl)
- 2008: Ein bisschen Spaß muss sein
- 2010: 360° GEO Reportage – Die verrückten Karren des Mister Winfield
- 2010: 360° GEO Reportage – Jillaroos, Cowgirls im australischen Outback
- 2010: 360° GEO Reportage – Sardinien, Stolz und Ehre hoch zu Ross
- 2011: Seerosensommer
- 2011–2013: Der Staatsanwalt
- 2011-heute: Die Fallers
- 2012: CSI: Crime Scene Investigation
- 2012: Liebe, Babys und gestohlenes Glück
- 2012: 360° GEO Reportage – Jerusalem im Morgengrauen
- 2013: Die Kinder meiner Tochter
- 2013: Banshee Chapter
- 2013: Herzensbrecher – Vater von vier Söhnen
- 2014: Nebenwege
- 2014: Shockwave, Darkside
- 2014: Ein Fall für zwei
- 2014: Dora Heldt: Herzlichen Glückwunsch, Sie haben gewonnen!
- 2014: Ironclad: Battle for Blood
- 2014: Der kleine Drache Kokosnuss
- 2014: Nebenwege – Pilgern auf Bayrisch
- 2015: Krüger aus Almanya
- 2017: Eine Braut kommt selten allein
- 2018: Schöne heile Welt